# NGC 2602
NGC 2602 este o brightest cluster galaxy⁠(d) situată în constelația Ursa Mare. A fost descoperită în 16 februarie 1831 de către John Herschel.